# Zenzizenzizenzic
Zenzizenzizenzic é uma forma obsoleta de notação matemática que representa a oitava potência de um número (isto é, o zenzizenzizenzic de {\displaystyle x} é {\displaystyle x^{8}}), datando de uma época em que as potências eram escritas em palavras em vez de números sobrescritos. Este termo foi sugerido por Robert Recorde, um escritor galês do século XVI de livros populares de matemática, em sua obra de 1557, The Whetstone of Witte (embora sua grafia fosse zenzizenzizenzike); ele escreveu que "representa o quadrado dos quadrados ao quadrado".

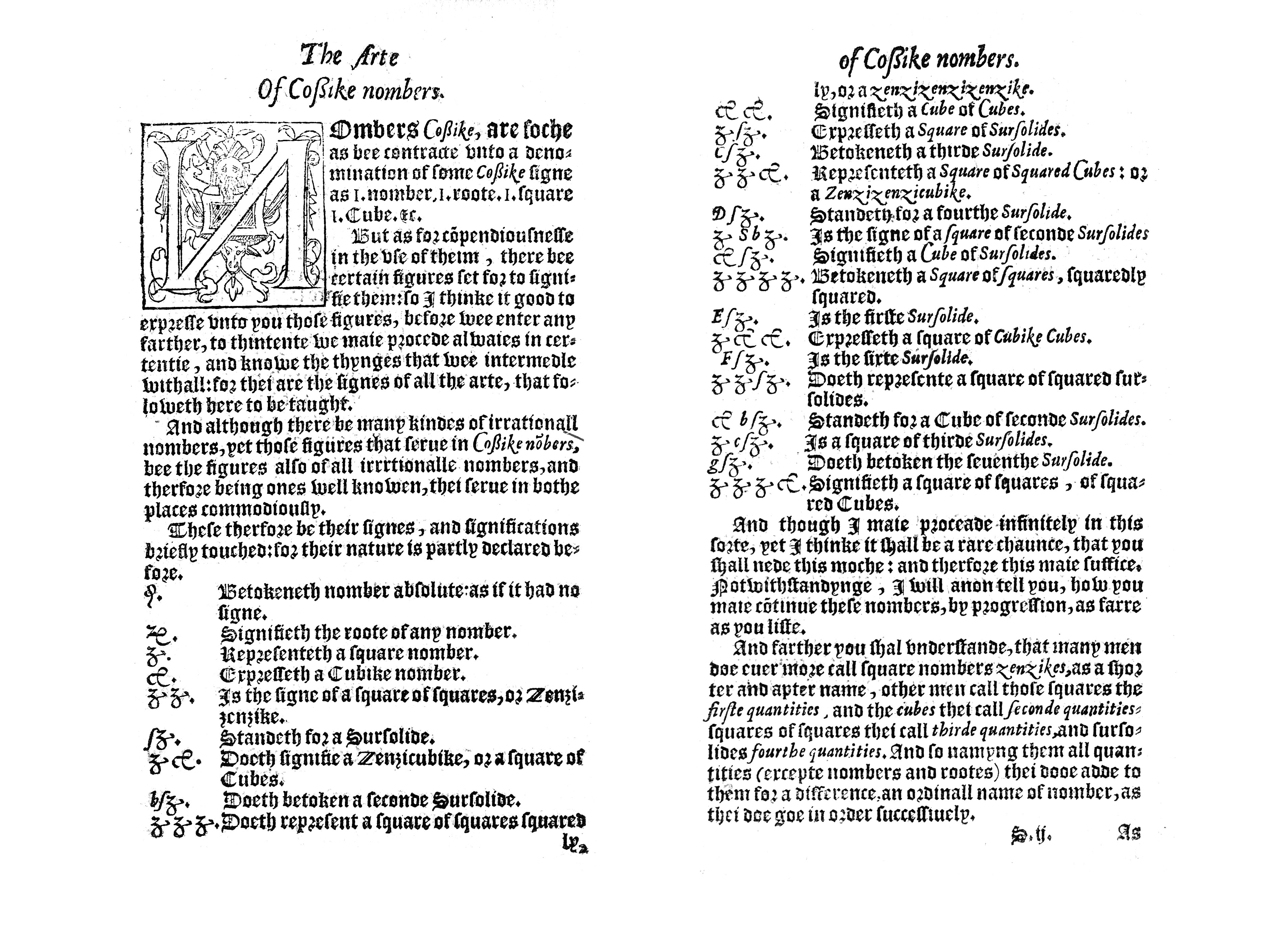
Páginas de The Whetstone of Witte, 1557. Zenzizenzizenzike ocorre no topo da página direita

Na época em que Recorde propôs essa notação, não havia maneira fácil de denotar as potências de números além de quadrados e cubos. A palavra raiz para a notação de Recorde é zenzic, que é uma grafia alemã da palavra italiana medieval censo, que significa "quadrado".  Como o quadrado de um quadrado de um número é sua quarta potência, Recorde usou a palavra zenzizenzic (escrita por ele como zenzizenzike) para expressá-la. Alguns dos termos tinham uso anterior em latim "zenzicubicus", "zensizensicus" e "zensizenzum".  Da mesma forma, como a sexta potência de um número é igual ao quadrado de seu cubo, Recorde usou a palavra zenzicubike para expressá-lo; uma grafia mais moderna, zenzicube, é encontrada na Logisticelogia de Samuel Jeake. Finalmente, a palavra zenzizenzizenzic denota o quadrado do quadrado do quadrado de um número, que é a sua oitava potência: na notação moderna,
{\displaystyle x^{8}=\left(\left(x^{2}\right)^{2}\right)^{2}.}
Recorde propôs três termos matemáticos pelos quais qualquer potência (isto é, índice ou expoente) maior que 1 poderia ser expressa: zenzic, ou seja, ao quadrado; cubic; e sursolid, isto é, elevado a um número primo maior do que três, o menor dos quais é cinco. Sursolids eram os seguintes: 5 foi o primeiro; 7, o segundo; 11, o terceiro; 13, o quarto; etc.

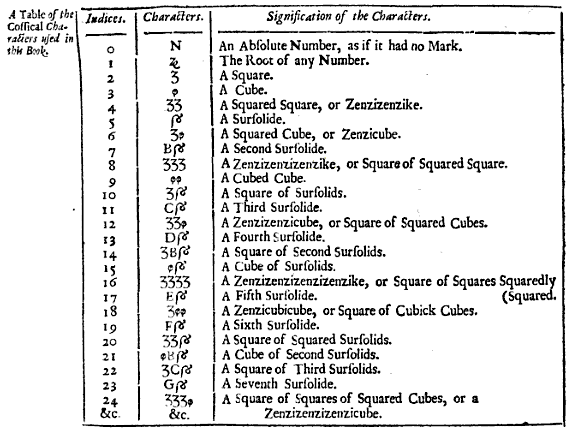
Tabela de potências, símbolos e nomes ou descrições de 0 a 24 por Samuel Jeake, escrito em 1671

Portanto, um número elevado à potência de seis seria zenzicubic, um número elevado à potência de sete seria o segundo sursolid, portanto, bissursolid (não um múltiplo de dois e três), um número elevado à décima segunda potência seria o "zenzizenzicubic" e um número elevado à potência de dez seria o quadrado do (primeiro) sursolid. A décima quarta potência era o quadrado do segundo sursolid, e a vigésima segunda era o quadrado do terceiro sursolid.
Curiosamente, o texto de Jeake parece designar um expoente escrito de 0 como sendo igual a um "número absoluto, como se não tivesse marca", usando assim a notação {\displaystyle x^{0}} para se referir a {\displaystyle x} sozinho, enquanto um expoente escrito de 1, em seu texto , denota "a Raiz de qualquer número", portanto, usando a notação {\displaystyle x^{1}} para se referir ao que agora é conhecido como {\displaystyle x^{0,5}}.
A palavra, assim como o sistema, é obsoleta, exceto por curiosidade; o Oxford English Dictionary (OED) tem apenas uma citação para ele. Além de ser uma estranheza matemática, ele sobrevive como uma estranheza linguística: zenzizenzizenzic tem mais Zs do que qualquer outra palavra no OED.
Samuel Jeake dá zenzizenzizenzizenzike (o quadrado do quadrado do quadrado do quadrado, ou 16º potência) em uma tabela em A Compleat Body of Arithmetick:

| Índices | Caracteres | Significado dos Caracteres                                      |
| ------- | ---------- | --------------------------------------------------------------- |
| 0       | N          | Um Número Absoluto, como se não tivesse Marca                   |
| ...     | ...        | ...                                                             |
| 16      | ℨℨℨℨ       | Um Zenzizenzizenzizenzike ou Quadrado dos Quadrados ao Quadrado |
| ...     | ...        | ...                                                             |